# Badischer Sportbund Nord
Der Badische Sportbund Nord e.V. (BSB Nord) mit Sitz in Karlsruhe ist die Dachorganisation des Sports in Nordbaden und vertritt die Interessen des Sports in der Gesellschaft. Er wurde am 13. März 1946 gegründet und gehört zu den Gründungsmitgliedern des Deutschen Sportbundes, erster Vorsitzender war Franz Müller. Seit 2022 ist Gert Rudolph ehrenamtlicher Präsident des Badischen Sportbundes Nord.
Heute ist er über den Landessportverband Baden-Württemberg Mitglied im Deutschen Olympischen Sportbund.
Der BSB Nord hat im Haus des Sports in Karlsruhe eine Geschäftsstelle, die seit April 2020 von Geschäftsführer Michael Titze geleitet wird, und gibt das monatliche Verbandsmagazin Sport in Baden-Württemberg heraus.
Regional gliedert er sich in neun Sportkreise. Er vertritt 52 Sportfachverbände mit mehr als 2400 Vereinen und insgesamt über 800.000 Mitgliedern.
Der BSB Nord koordiniert die Übungsleiter- und Trainerausbildung seiner Mitgliedsverbände in der Sportschule Schöneck. Er bildet Führungskräfte für Vereine und Fachverbände aus und bearbeitet Zuschussanträge für Sportgeräte, Sportstätten und Übungsleiter.

## Ehrenamtliche Präsidenten seit der Gründung
| Name                  | von        | bis        |
| Franz Müller          | 13.03.1946 | 30.10.1960 |
| Gustav Lörcher        | 30.10.1960 | Okt. 1963  |
| Robert Suhr           | 23.05.1964 | 09.11.1974 |
| Theo Gießelmann       | 09.11.1974 | 24.05.1986 |
| Anton Häffner         | 24.05.1986 | 09.05.1998 |
| Peter Speckert        | 09.05.1998 | 10.07.2000 |
| Heinz Janalik (komm.) | 10.07.2000 | 19.05.2001 |
| Heinz Janalik         | 19.05.2001 | 11.06.2016 |
| Martin Lenz           | 11.06.2016 | 25.06.2022 |
| Gert Rudolph          | 25.06.2022 |            |